# Rouillat
Le Rouillat est un ruisseau français du département de la Marne qui prend sa source dans la commune de Sermiers et qui se jette dans la Vesle à Reims.
Long de 11,1 km, il traverse les communes de Villers-aux-Nœuds, Champfleury et Reims.
Son cours est couvert en arrivant dans la ville de Reims.
Son nom a été donné à une avenue pénétrant la ville en provenance du Sud, connue sous le nom de voie du Rouillat, maintenant désignée avenue de Champagne.